# Отоакариаз
Ушной акариаз (otoacariasis; от др.-греч. οὖς, в род. п. ὠτός — ухо; др.-греч. ἄκαρι — «клещ» + суффикс -iasis) — тропический акариаз, вызванный паразитированием клещей в ушах животных и человека.

## Отоакариаз человека

### Эпидемиология
Случаи отоакариаза человека зарегистрированы в ЮАР, Непале, Чили, Малайзии, Шри-Ланке, Таиланде, Саудовской Аравии, Южной Корее, Индии.
Чаще всего в ушах паразитируют иксодовые клещи: Amblyomma integrum, Rhipicephalus haemaphysaloides, R. sanguineus, Hyalomma brevipunctata, H. marginatum, Otobius megnini и др. Эти клещи — временные эктопаразиты, размножаться и долго существовать в ушах человека они не могут (см. Живые инородные тела).

### Клиническая картина, виды отоакариазов
Cheyletus eruditus Schrank, Rhizoglyphus parasiticus и Acaropsis mericourti Laboulbene, попадая на внешний слуховой канал, вызывают отоакариаз.
В слуховом канале человека могут паразитировать клещи Sancassania berlesei (Caloglyphus berlesei) и Suidasia pontifica. Эти клещи обитают в продуктах питания (на луке и т. д.).
При инфекции наружного слухового прохода, обусловленного Sancassania berlesei, наблюдалось чувство инородного тела у больного, зуд в наружном слуховом проходе, оталгия. Sancassania berlesei может вызывать и дерматит (см. Акародерматит), оба клеща выявляются в моче (см. Уринарный акариаз).
Paleri, Ruckley и Cho выявили Sancassania berlesei и в ушах. Больной жаловался на чувство инородного тела и зуд в оставленном наружном слуховом проходе в течение одного месяца с оталгией в течение трёх дней.
Клещи Suidasia также могут вызывать кишечный акариаз, акариаз легочный, клещевую сенсибилизацию.
Больные инфекцией Suidasia pontifica жалуются на сильный зуд, боль и чувство ползания насекомых в поражённом ухе. Осмотр видео-отоскопом показал > 20 клещей во внешнем ушном канале. Болезнь встречается в единичных случаях в Таиланде. С. pontifica был обнаружен в домашней пыли, луке-шалоте, чесноке и луке.
Клещи удаляются промыванием и отсосом из слухового прохода.
В Таиланде в ушах обнаруживают и клещей Rhizoglyphus echinopus.
В Саудовской Аравии у мужчины (араба), проживавшего в США, было обнаружено паразитирование в ухе клещей рода Loxanoetus (Histiostomatidae). Больной жаловался на зуд в наружном слуховом проходе. Микроскопическое исследование в более высоком усилении было тогда сделано с видеоотоскопом. Левый наружный слуховой проход был утолщён. Обнаружены многочисленные клещи в различных стадиях развития в костяном канале. Клещи также наблюдались в правом наружном слуховом проходе. Паразиты были в обоих ушах. Ухо промывается физраствором и 70 % этанолом, больному прописывают антибиотики, crotamiton. Заражение, видимо, произошло при купании в водоёме.
Случай инвазии уха Otodectes cynotis (Psoroptidae), вызвавшего отит наружного уха, зарегистрирован в Бельгии Van de Heyning и Thienpont. Этот паразитный клещ является частой причиной отоакариаза у собак и кошек (см. Отодектоз).
Rossiter описал два случая отита, вызванных инвазией Dermanyssus gallinae (см. дерманиссиоз).
Демодексы могут паразитировать в наружном слуховом проходе (см. Демодекоз).

## Инфекция ушных клещей у домашних животных
Кролики поражаются клещом Psoroptes cuniculi, собаки и кошки — Otodectes cynotis.